# Barrie McKay
Pour les articles homonymes, voir McKay.
Ne doit pas être confondu avec Barry MacKay.
Barrie McKay, né le 30 décembre 1994 à Paisley, est un footballeur international écossais qui évolue au poste de milieu de terrain à Fleetwood Town, en prêt de Swansea City.

## Biographie

### En club
Lors de la saison 2015-2016, il inscrit 6 buts en deuxième division écossaise avec le club des Glasgow Rangers.
Le 5 juillet 2017, il rejoint Nottingham Forest.
Le 31 juillet 2018, il rejoint Swansea City.

### En équipe nationale
Le 4 juin 2016, il fait ses débuts en faveur de l'équipe d'Écosse, lors d'un match amical contre la France (défaite 3-0 à Metz).

## Palmarès

### Eu club
- Rangers FC
  - Champion d'Écosse de D4 en 2013
  - Champion d'Écosse de D2 en 2016
  - Vainqueur de la Scottish Challenge Cup en 2016
  - Finaliste de la Coupe d'Écosse en 2016
- Hearts
- Finaliste de la Coupe d'Écosse en 2022

### Distinction personnelle
- Membre de l'équipe-type de D2 écossaise en 2016.